# Spelektor irwini
Spelektor irwini är en insektsart som beskrevs av Edward L. Mockford 1984. Spelektor irwini ingår i släktet Spelektor och familjen Prionoglarididae. Inga underarter finns listade i Catalogue of Life.